# La ragazza disadattata
La ragazza disadattata. Un'analisi del comportamento deviante (The Unadjusted Girl: with cases and standpoint for behavioral analysis), classico della sociologia americana, è stato scritto da uno dei padri fondatori della Scuola Sociologica di Chicago, William Thomas (1863-1947) e fu pubblicato per la prima volta nel 1923 a Boston, dall'editore Brown and Company. In Italia, dove i libri di Thomas iniziarono a essere tradotti fin dal 1911, il libro è stato tradotto solo nel 2012 dalla casa editrice Kurumuny di Calimera, a cura del docente dell'Università degli Studi di Padova Vincenzo Romania . 

## Tematiche
Il libro analizza il fenomeno della criminalità minorile femminile, soffermandosi in particolare sulla prostituzione e sulla migrazione delle giovani americane verso le grandi città. L'analisi di Thomas si basa su verbali e registri dei tribunali minorili dell'Illinois e su fonti biografiche tratte dalle lettere indirizzate alla rivista degli ebrei newyorkesi, "Forward". Lo studio del sociologo americano si concentra sulle vite, le famiglie, il fallimento degli istituti di socializzazione, la comunità e l'individuo, ma anche sui sogni di queste ragazze. Il testo offre anche una chiara ed ampia definizione del concetto di definizione della situazione, da cui hanno avuto origine il Teorema di Thomas nel 1928 e il successivo concetto mertoniano di Profezia che si autoavvera (1948).